# گورنی (شهرستان آرخانگلسکی، باشقیرستان)
گورنی (به لاتین: Gorny) یک منطقهٔ مسکونی در روسیه است که در باشقیرستان واقع شده‌است.